# Cystobranchus verrilli
Cystobranchus verrilli är en ringmaskart som beskrevs av Meyer 1940. Cystobranchus verrilli ingår i släktet Cystobranchus och familjen fiskiglar. Inga underarter finns listade i Catalogue of Life.